# Алжирска пустиня
Алжирската пустиня (на арабски: الصحراء الجزائرية) е разположена в северноцентралния регион на Африка и е част от пустинята Сахара.
Пустинята заема повече от четири пети от алжирската територия. Разширяването ѝ започва от Сахарския Атлас като камениста пустиня, и колкото по-навътре се навлиза, толкова каменистата част се превръща в дюнна. В югозападните части се намира планинската верига Тасили. Този район е обект на голям археологически интерес и е включен в „Списъка на световното наследство“ на ЮНЕСКО през 1982 г. Районът е известен с изключителните суша и жега, като дневните температури са обикновено между 45 °C и 50 °C по време на най-горещите периоди от годината. Градове като Уаргла, Тугурт, Бени Абес, Адрар, Айн Салах са сред най-горещите места на планетата в разгара на лятото. Средногодишните валежи са доста под 100 mm в най-северната част, а в центъра и южната част са много по-малко от 50 mm.